# 包檉芳
包檉芳（1534年—1596年），字起春，號瑞溪，浙江嘉興府嘉興縣人，明朝政治人物、藏書家。

## 生平
浙江鄉試第四十五名舉人。嘉靖三十五年（1556年）中式丙辰科三甲第四十四名進士。授成安县知县，调魏縣知縣，历任刑部湖廣司主事，歷升四川司員外郎、郎中。改禮部，歷精膳司、主客司、儀製司，出爲貴州副使，提督學政。隆慶三年（1569年），貶通州盐运判官，主持築堤，人稱“包公堤”。移福建邵武府同知，罢归。

## 成就
包檉芳酷愛藏書，闻有异书，穷巷辟家，亦必求访。每得好书，即传抄、摘录，深夜不休。刻有包节辑《苑诗类选》30卷、唐释道世《法苑珠林》、宋释祖咏《大慧普觉禅师年谱》1卷、元释文才《肇论疏游刃》三卷等。

## 家族
曾祖包鼎，知府進階亞申大夫；祖父包憑 包憑（1486年-1542年），字信之，自稱澄心居士；父包汴，嘉靖三十八年丙辰進士。母張氏。
子包世熙、包世杰。